# Rondul de noapte (film din 2004)
Rondul de noapte (original în rusă: Ночной дозор, Nocinoi dozor)  este un film thriller de groază supranatural rus din 2004, regizat de Timur Bekmambetov. În rolurile principale joacă actorii Konstantin Habenski, Vladimir Menșov. Este urmat de filmul Rondul de zi (2006).